# Tennis als Jocs Olímpics d'estiu de 1968 - Dobles femenins exhibició
La competició de dobles femenins d'exhibició va ser una de les deu proves del programa de tennis als Jocs Olímpics de Ciutat de Mèxic de 1968. La competició se celebrà entre els dies 24 i 26 d'octubre de 1968 al Chapultepec Sports Center de Ciutat de Mèxic, sobre terra batuda. Degut a la curta durada del torneig, només hi van participar cinc parelles i no es va disputar la final de consolació, premiant els semifinalistes amb la medalla de bronze.
Com a esport d'exhibició, les medalles aconseguides no es tenen en compte en el còmput general de medalles de cada país.

## Classificació
| Posició | Nom                                  | País                   |
| ------- | ------------------------------------ | ---------------------- |
| Or      | Rosa Maria Darmon Julie Heldman      | França · Estats Units  |
| Plata   | Jane Bartkowicz Valerie Ziegenfuss   | Estats Units           |
| Bronze  | María Eugenia Guzmán Suzana Petersen | Equador · Brasil       |
| Bronze  | Cecilia Rosado Zaiga Jansone         | Mèxic · Unió Soviètica |
| 5       | Lourdes Góngora Patricia Montaño     | Mèxic                  |

## Quadre
| Quarts de final | Quarts de final                      | Quarts de final | Quarts de final | Quarts de final |  |   | Semifinals                           | Semifinals                         | Semifinals | Semifinals | Semifinals |  |  | Final | Final                              | Final | Final | Final |
|                 |                                      |                 |                 |                 |  |   |                                      |                                    |            |            |            |  |  |       |                                    |       |       |       |
| 1               | Jane Bartkowicz Valerie Ziegenfuss   |                 |                 |                 |  |   |                                      |                                    |            |            |            |  |  |       |                                    |       |       |       |
|                 | ningú                                |                 |                 |                 |  |   | 1                                    | Jane Bartkowicz Valerie Ziegenfuss | 6          | 6          |            |  |  |       |                                    |       |       |       |
|                 | Lourdes Góngora Patricia Montaño     | 4               | 6               | 1               |  |   | María Eugenia Guzmán Suzana Petersen | 2                                  | 2          |            |            |  |  |       |                                    |       |       |       |
|                 | María Eugenia Guzmán Suzana Petersen | 6               | 4               | 6               |  |   |                                      |                                    |            |            |            |  |  | 1     | Jane Bartkowicz Valerie Ziegenfuss | 0     | 8     |       |
|                 | Cecilia Rosado Zaiga Jansone         |                 |                 |                 |  |   |                                      |                                    |            |            |            |  |  | 2     | Rosa Maria Darmon Julie Heldman    | 6     | 10    |       |
|                 | ningú                                |                 |                 |                 |  |   |                                      | Cecilia Rosado Zaiga Jansone       | 2          | 6          | 1          |  |  |       |                                    |       |       |       |
|                 | ningú                                |                 |                 |                 |  | 2 | Rosa Maria Darmon Julie Heldman      | 6                                  | 4          | 6          |            |  |  |       |                                    |       |       |       |
| 2               | Rosa Maria Darmon Julie Heldman      |                 |                 |                 |  |   |                                      |                                    |            |            |            |  |  |       |                                    |       |       |       |